# Dubravko Detoni
Dubravko Detoni (ur. 22 lutego 1937 w Križevci) – chorwacki kompozytor i pianista.

## Życiorys
Ukończył studia fortepianowe w Akademii Muzycznej w Zagrzebiu u Svetislava Stančića (1960), następnie w latach 1960–1961 studiował w Accademia Musicale Chigiana w Sienie u Guido Agostiego i Alfreda Cortota. Od 1961 do 1965 roku ponownie był studentem Akademii Muzycznej w Zagrzebiu, gdzie uczył się u Stjepana Šulka. W latach 1966–1967 przebywał w Warszawie, gdzie kształcił się w Studio Eksperymentalnym Polskiego Radia oraz prywatnie u Witolda Lutosławskiego i Grażyny Bacewicz. Był też uczestnikiem Międzynarodowych Letnich Kursów Nowej Muzyki w Darmstadcie, gdzie uczęszczał na wykłady Karlheinza Stockausena i Györgya Ligetiego. W 1971 roku założył w Zagrzebiu wykonujący muzykę współczesną zespół ACEZANTEZ, którego był dyrektorem artystycznym i z którym występował jako pianista.

## Twórczość
W swojej twórczości dążył do zerwania z dotychczasowymi konwencjami, poszukując nowych jakości brzmienia. Eksplorował kolejno wszystkie awangardowe style i techniki, wychodząc od neoklasycyzmu we wczesnym okresie twórczości, przeszedł przez dodekafonię, serializm i aleatoryzm do prób przeniesienia na grunt muzyczny pewnych elementów plastycznych oraz łączenia muzyki instrumentalnej z elektroniką i środkami multimedialnymi.

## Ważniejsze dzieła
(na podstawie materiałów źródłowych)

### Utwory orkiestrowe
- Musica a cinque (1962)
- Passacaglia na 2 fortepiany i smyczki (1962)
- Preobrazbe (1963)
- Dramatski prolog (1965)
- Likovi i plohe na orkiestrę kameralną (1967)
- Elukubracyje na fortepian i orkiestrę (1969)
- Assonanze No. 2 na wiolonczelę i orkiestrę (1971)
- Einflüsse na 2 wiolonczele i orkiestrę (1971)
- Koncert fortepianowy (1989)

### Utwory kameralne
- Stravaganze na kwintet dęty (1966)
- Phonomorphia 1 na dźwięki elektroniczne i muzykę konkretną (1967)
- Phonomorphia 2 na fortepian i taśmę (1968)
- Assonanze No. 1 na wiolonczelę i fortepian (1968)
- Grafika I na organy (1968)
- Grafika II na zespół kameralny (1968)
- Forte-Piano, Arpa, Crescendo na 2 fortepiany i perkusję (1969)
- Ornamenti na harfę (1970)
- Monos 1–3 na różne zestawy instrumentów (1970–1972)
- Grafika IV na zespół kameralny ad libitum (1971)
- Le voix de silence na zespół kameralny (1972)
- Grafika V na zespół kameralny (1972)
- 10 Beginnings na kwartet smyczkowy (1973)
- Dokument 75 na zespół kameralny (1975)
- Fragment 75 na zespół kameralny (1975)
- Tzigane na instrumenty klawiszowe, smyczki lub instrumenty dęte i taśmę (1975)
- Eine Kleine „Ramona”-Suite na zespół instrumentów i taśmę (1980)
- Ispadi na 2 kontrabasy i dźwięki elektroniczne (1995)

### Utwory wokalno-instrumentalne
- Phonomorphia 3 na głosy, zespół instrumentów i taśmę (1969)
- Grafika III na zespół wokalny, 6 fletów, fale Martenota, organy i fortepian (1969)
- Notturni na 4 grupy wokalne, 4 zespoły instrumentalne, organy i taśmę (1970)

### Utwory sceniczne
- D na aktora, klawesyn i taśmę (1970)
- Fable na recytatora i zespół instrumentów (1973)
- Music, or Tract about the Superfluous na aktora-narratora, organy, fortepian, perkusję, klarnet i orkiestrę (1973)